# Fampoux
Fampoux település Franciaországban, Pas-de-Calais megyében. Lakosainak száma 1243 fő (2022. január 1.). Fampoux Gavrelle, Monchy-le-Preux, Pelves, Rœux, Athies és Feuchy községekkel határos.

## Népesség
A település népességének változása:
| Lakosok száma | 1151 | 1149 | 1198 | 1181 | 1197 | 1203 | 1209 | 1219 | 1243 |
|               | 2013 | 2015 | 2016 | 2017 | 2018 | 2019 | 2020 | 2021 | 2022 |